# District de Haicheng
Pour les articles homonymes, voir Haicheng (homonymie).
Le district de Haicheng (海城区 ; pinyin : Hǎichéng Qū) est une subdivision administrative de la région autonome du Guangxi en Chine. Il est placé sous la juridiction de la ville-préfecture de Beihai.

## Démographie
La population du district était de 278 200 habitants en 2010.